# Erdwerk von Wellie
Das Erdwerk von Wellie ist ein neolithisches Erdwerk beim Steyerberger Ortsteil Wellie in Niedersachsen. Es ist 5,7 Hektar groß und wird durch einen früheren Graben gebildet. Die Entstehung der Anlage wird im 4. Jahrtausend v. Chr. vermutet.

## Beschreibung
Das Erdwerk von Wellie liegt auf einer leichten Geländekuppe rund 1500 Meter westlich der Wellier Schleife als Altarm der Weser. Die Anlage wurde durch einen Graben gebildet, der eine grob kreisförmige Fläche von etwa 250 × 300 Metern bildete. Der nach der Nutzungszeit wieder verfüllte Graben war vermutlich mehrere Meter breit und tief. Er weist an sieben Stellen Unterbrechungen durch Erdbrücken auf, die vermutlich als Zugänge ins Innere dienten.

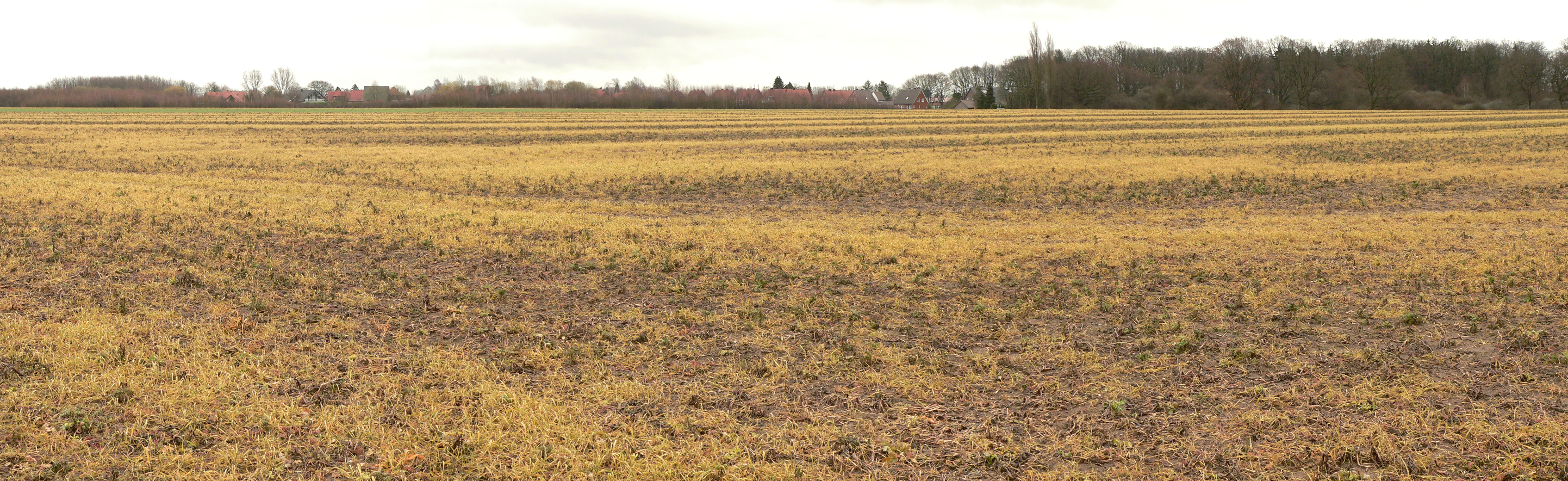
Blick auf das Areal des Erdwerks auf einer Ackerfläche

Entdeckt wurde das Erdwerk im Sommer 2018 vom Luftbildarchäologen Heinz-Dieter Freese bei einem archäologischen Luftbildflug aus 300 Meter Höhe und der Auswertung der dabei aufgenommenen Luftbilder. Der einstige Graben zeichnete sich, bedingt durch den heißen und trockenen Sommer 2018, als positives Bewuchsmerkmal in einem Weizenfeld ab. Da der Graben mit humusreichem Oberboden verfüllt ist, weist er eine höhere Ertragsfähigkeit auf. Dadurch hatte das Getreide im Grabenbereich eine spätere Reifung und eine längere Grünfärbung gegenüber der Umgebung.
Das Erdwerk liegt auf einer archäologischen Verdachtsfläche, die bereits im Jahr 2017 von der Universität Göttingen geomagnetisch untersucht worden ist. Die Prospektion galt der Suche nach Siedlungsplätzen der Menschen, die das nahe gelegene Altsächsische Gräberfeld Liebenau angelegt hatten. Bereits damals wurde ein kurzer Abschnitt des Erdwerks erfasst, der sich erst 2018 durch die Sichtung des gesamten Grabenverlaufs aus der Luft richtig einordnen ließ.

## Untersuchungen

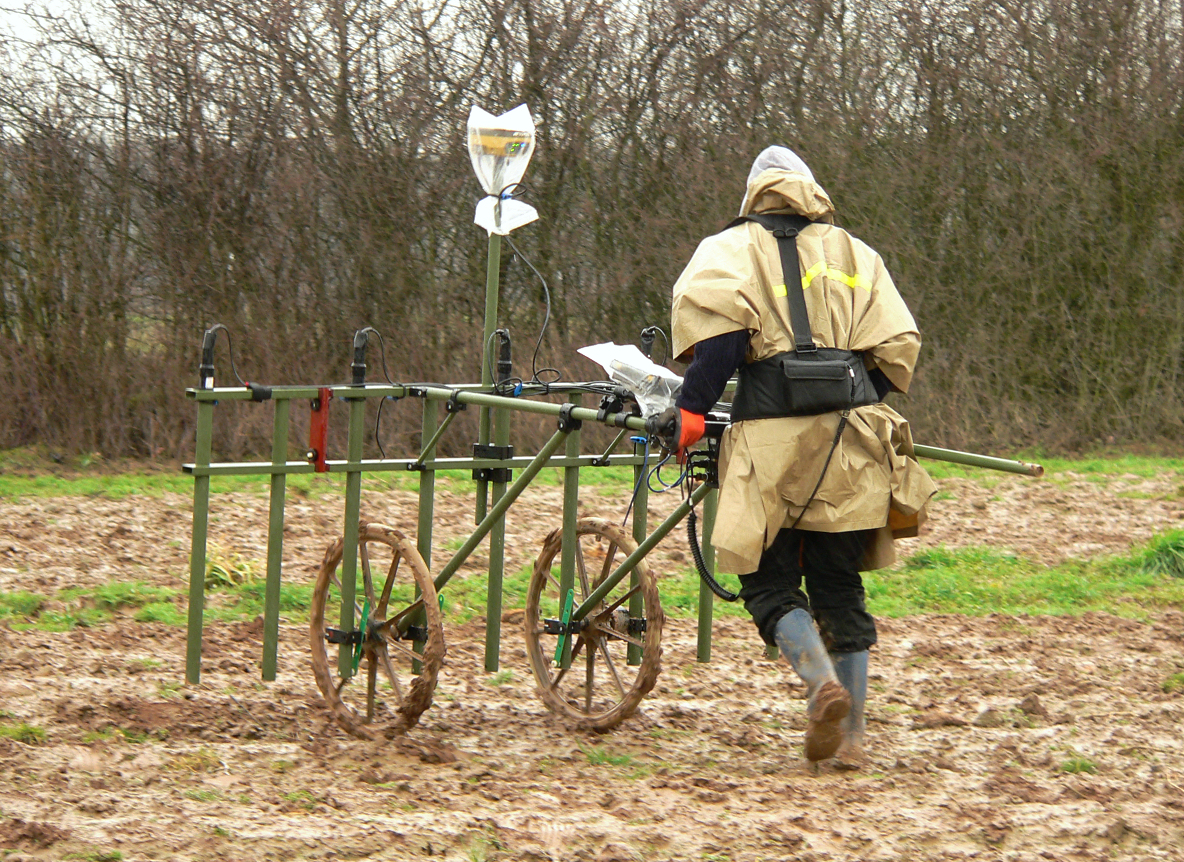
Untersuchung des Untergrundes mit einem Fluxgate-Magnetometer

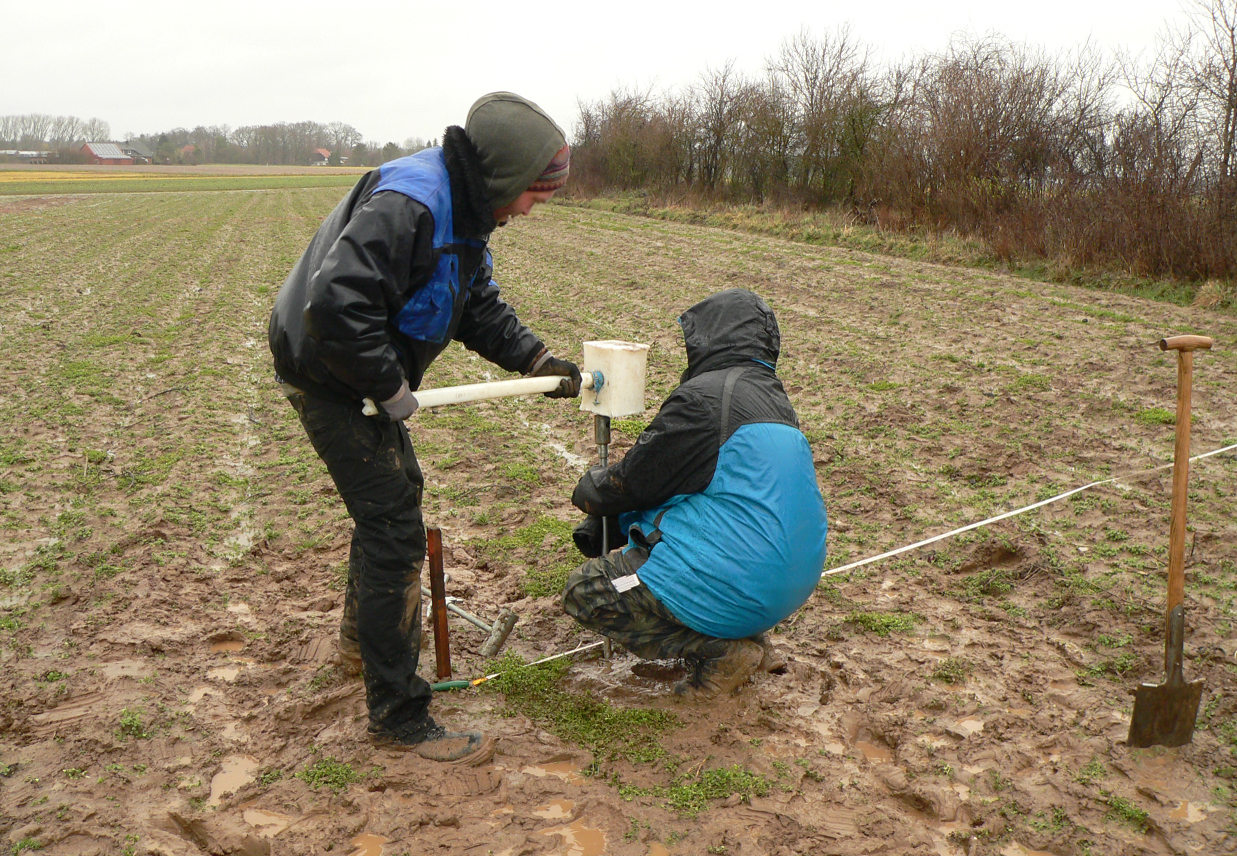
Bodenprobenentnahme mit dem Pürckhauer im Bereich des früheren Erdwerksgrabens

Nach der Entdeckung des Erdwerks im Sommer 2018 setzten Forschungen durch die Kommunalarchäologie der Schaumburger Landschaft in Kooperation mit der Universität Göttingen ein. Noch im gleichen Jahr erfolgten auf dem Areal des Erdwerks und in seinem Umfeld systematische Feldbegehungen durch einen ehrenamtlichen Mitarbeiter der Kommunalarchäologie. Dabei barg er fast 900 Artefakte, vor allem Feuersteingeräte und Fragmente von Keramikgefäßen, die wissenschaftlich untersucht werden. Ihre Fundorte sind per GPS dokumentiert, so dass sich in der Auswertung Fundkonzentrationen feststellen ließen.
2019 kam es zu einer geophysikalischen und bodenkundlichen Prospektion der Erdwerksanlage durch die Universität Göttingen. Sie erfolgte durch ein zehnköpfiges Team von Studierenden des Seminars für Ur- und Frühgeschichte unter Leitung des Archäologen Tobias Scholz. Dabei wurde das Gelände auf 15 Hektar mit einem Fluxgate-Magnetometer vermessen, um Bodenanomalien wie den Erdwerksgraben sichtbar zu machen. Die auf diese Weise gewonnenen Daten ergänzten Fehlstellen des Grabenverlaufs auf den Luftbildern. Die Untersuchungen galten auch den Torsituationen an den Durchlässen, und es wurde Spuren einer möglichen Innenbebauung nachgegangen. Des Weiteren wurden Bodenproben mit dem Pürckhauer genommen, um Erkenntnisse zur Tiefe und zu Verfüllungsprozessen des früheren Erdwerksgrabens zu erhalten.
Das Ziel der ersten Untersuchungen bestand darin, mit zerstörungsfreien und minimalinvasiven Verfahren grundlegende Erkenntnisse über die Erdwerksanlage zu erlangen. Auf dieser Grundlage sind in den Folgejahren weitere punktuelle archäologische Maßnahmen vorgesehen. Sie sollen zu einer Rekonstruktion der Anlage mittels eines maßstabsgerechten Gesamtplans sowie ihrer zeitlichen und kulturellen Einordnung führen.

## Deutung

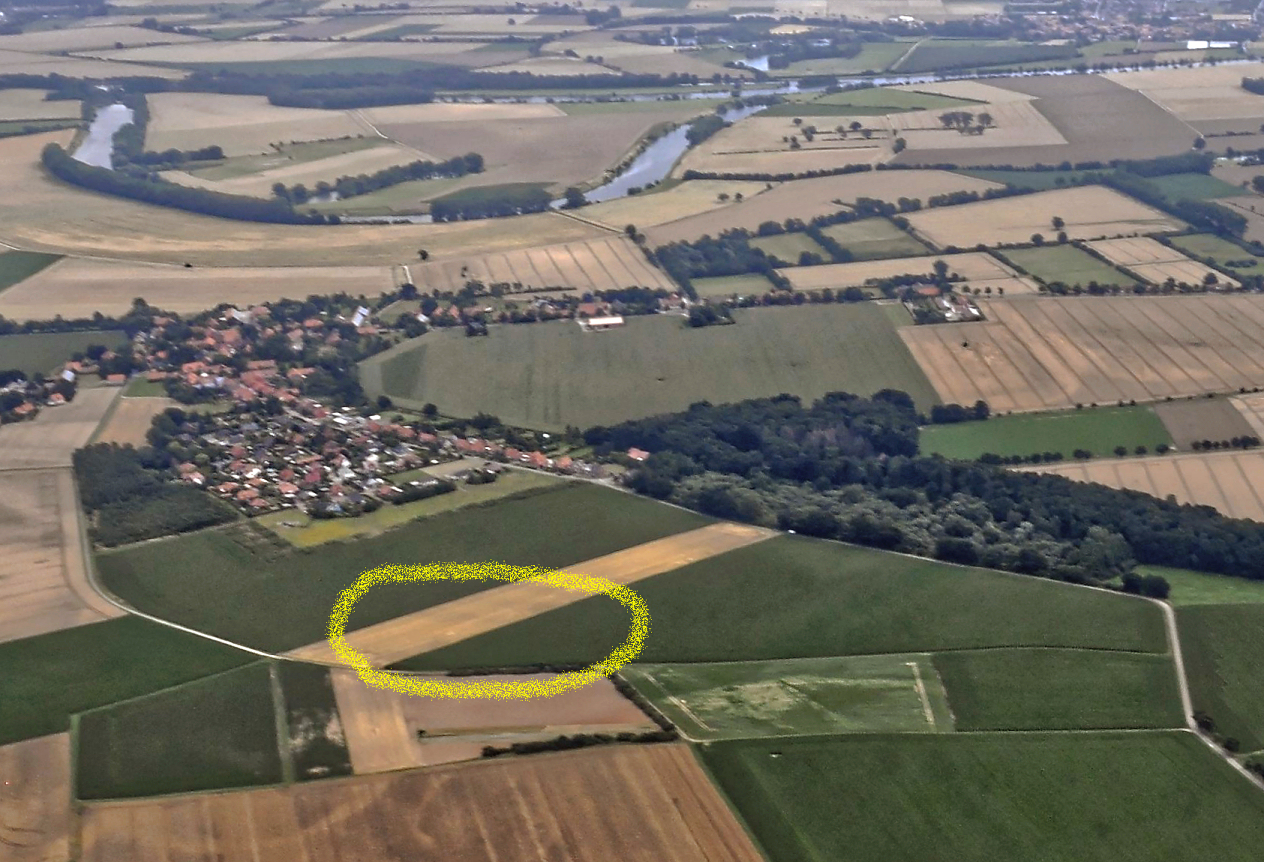
Luftbild von Wellie mit nachträglicher Einzeichnung der Lage des Erdwerks, im Hintergrund die Wellier Schleife der Weser

Forscher bezeichnen das neu entdeckte Erdwerk als Zentralplatz der Jungsteinzeit, deren Vertreter in diesem Raum im 4. Jahrtausend v. Chr. erscheinen. Sie haben die Vermutung, dass das Erdwerk in Verbindung mit der Michelsberger Kultur steht. Im Landkreis Nienburg/Weser sind Erdwerksanlagen sehr selten. Eine weitere bekannte Anlage ist das acht Kilometer von Wellie entfernt liegende Erdwerk von Müsleringen, das zwischen 2009 und 2013 erforscht wurde. Beide Anlagen sind die nordwestlichsten in der norddeutschen Tiefebene. Der Grund für die Errichtung derartiger Anlagen durch frühe Bauernkulturen in der Jungsteinzeit ist bis heute nicht geklärt. Die bis zu fünf Meter breiten und zwei Meter tiefen Erdwerksgräben lassen auf kollektives Vorgehen zum Bau einer gemeinschaftlichen Anlage schließen. Die Bedeutung von Erdwerken ist im Verhältnis zum Arbeitseinsatz bei der Errichtung zu bemessen. Fachleute gehen davon aus, dass die Anlagen einen zentralen Platz umschlossen, auf dem sich Menschen zu bestimmten Zeiten oder zu rituellen Anlässen versammelten.